# Alexis de Kermoal
Alexis de Kermoal est un graveur, illustrateur et peintre français né le 9 décembre 1958 à Singapour et mort le 24 octobre 2002 au Vésinet.

## Biographie
Entre 1976 et 1983, Alexis de Kermoal fréquente l'École nationale supérieure des beaux-arts de Paris. Élève de Pierre Courtin, il grave surtout en taille-douce et peint aussi car, dit-il, « la peinture me repose de l'état de tension extrême dans lequel me plonge l'exercice de la gravure[réf. nécessaire]. »
De 1986 à 1991, il est sociétaire de La Jeune Gravure contemporaine.
De 1997 à 1999, il séjourne à la Casa de Velázquez, à Madrid. En 2000, il est nommé membre titulaire de la Société des peintres-graveurs français.
Entre 1999 et 2001, il réalise 33 illustrations pour le livre Maîtres domestiques et esclaves du siècle d'or, de Gregorio Salinero, publié en 2006 par la Casa de Velázquez.

## Récompenses
- 1984 : prix Lacourière, décerné par la Bibliothèque nationale de France.
- 1993 : prix Grav'x[3].

## Expositions

### Expositions personnelles
- 1986 : galerie Thorigny, Paris.
- 1987 : galerie Lacourière-Frélaut, Paris.
- 1988 : galerie Le Troisième Œil, Bordeaux .
- 1989 : galerie Lacourière-Frélaut, Paris.
- 1990 : galerie Le Troisième Œil, Bordeaux ; galerie Ariel rive gauche, Paris.
- 1991 : galerie Ariel rive gauche, Paris[4].
- 1992 : galerie André Brian, Paris.
- 1993 : galerie Le Troisième Œil, Bordeaux.
- 1994 : galerie Michel Broutta, Paris ; galerie Le Troisième Œil, Bordeaux.
- 1995 : galerie Antoine de Galbert, Grenoble.
- 1996 : galerie Thierry Spira, Paris.

### Expositions collectives
- 1978 : « Le dessin », École nationale supérieure des beaux-arts, Paris.
- 1979 : Douze graveurs de l'École nationale supérieure des beaux-arts, Paris.
- 1982 : « Le loup », musée d'Art moderne de la ville de Paris.
- 1984 : École nationale supérieure des beaux-arts, Paris.
- 1985 : « Livres d'artistes », galerie Miazaki, Osaka, Japon.
- 1986 : Salon de mai, Paris.
- 1987 : 
  - Biennale européenne de gravure, Baden-Baden, Allemagne ;
  - Salon de mai, Paris.
  - « La Jeune Gravure contemporaine », musée du Québec, Montréal, Canada.
- 1988 : 
  - LINEART, Foire internationale de Gand, Belgique ;
  - Art Jonction, Foire internationale de Nice ;
  - FIAC, Paris.
- 1989 :
  - Dix ans de prix Lacourière, Bibliothèque nationale de France ;
  - Barbey d'Aurevilly vu par 18 artistes contemporains, Bibliothèque historique de la ville de Paris.
- 1990 :
  - Foire nationale de Toulouse ;
  - « Les Théâtres de l'imaginaire », musée Ingres, Montauban.
- 1994 : Salon de mars, galerie Antoine de Galbert, Paris.
- 1996 : Première biennale internationale de gravure, « La gravure en France », Tarentino, Italie.
- 1998 : Casa de Velázquez, Madrid, Institut de France, Paris.
- 1999 : Centro cultural Conde Duque, Madrid, « Artistes de la Casa de Velázquez », Paris-Nantes.
- 2000 : 
  - Galerie Claude Bernard, Paris ;
  - Salon des peintres-graveurs français, « Autour du monotype », mairie du 6e, Paris.
- 2001 : Salon des peintres-graveurs français, « Dessin de graveurs », mairie du 6e, Paris.